# Faro dell'Île Vierge
Il faro dell’Île Vierge (in francese phare de l'Île Vierge) si trova nel Finistère, nei pressi del comune di Plouguerneau. Terminato di costruire nel 1902, con i suoi 82,5 metri è il faro più alto d'Europa e il faro tradizionale più alto al mondo.

## L'Île Vierge
L'Île Vierge (traducibile in italiano come "Isola Vergine") è una piccola isola di circa 6 ettari di superficie situata a 1,5 km dalla costa al largo del comune di Plouguerneau nel Finistère, non lontano dallo sbocco a mare dell'Aber Wrac'h. Verso la metà del XV secolo un gruppo di frati minori conventuali fondò sull'isola un convento. A causa della scarsità di risorse disponibili dopo circa 70 anni i frati furono però costretti a tornare sulla terraferma e si stabilirono a Landéda, dove fondarono l'abbazia di Notre-Dame des Anges. Il nome di Île Vierge deriva probabilmente dalla cappella dedicata alla Vergine che era stata costruita dai religiosi.

## Il faro del 1845

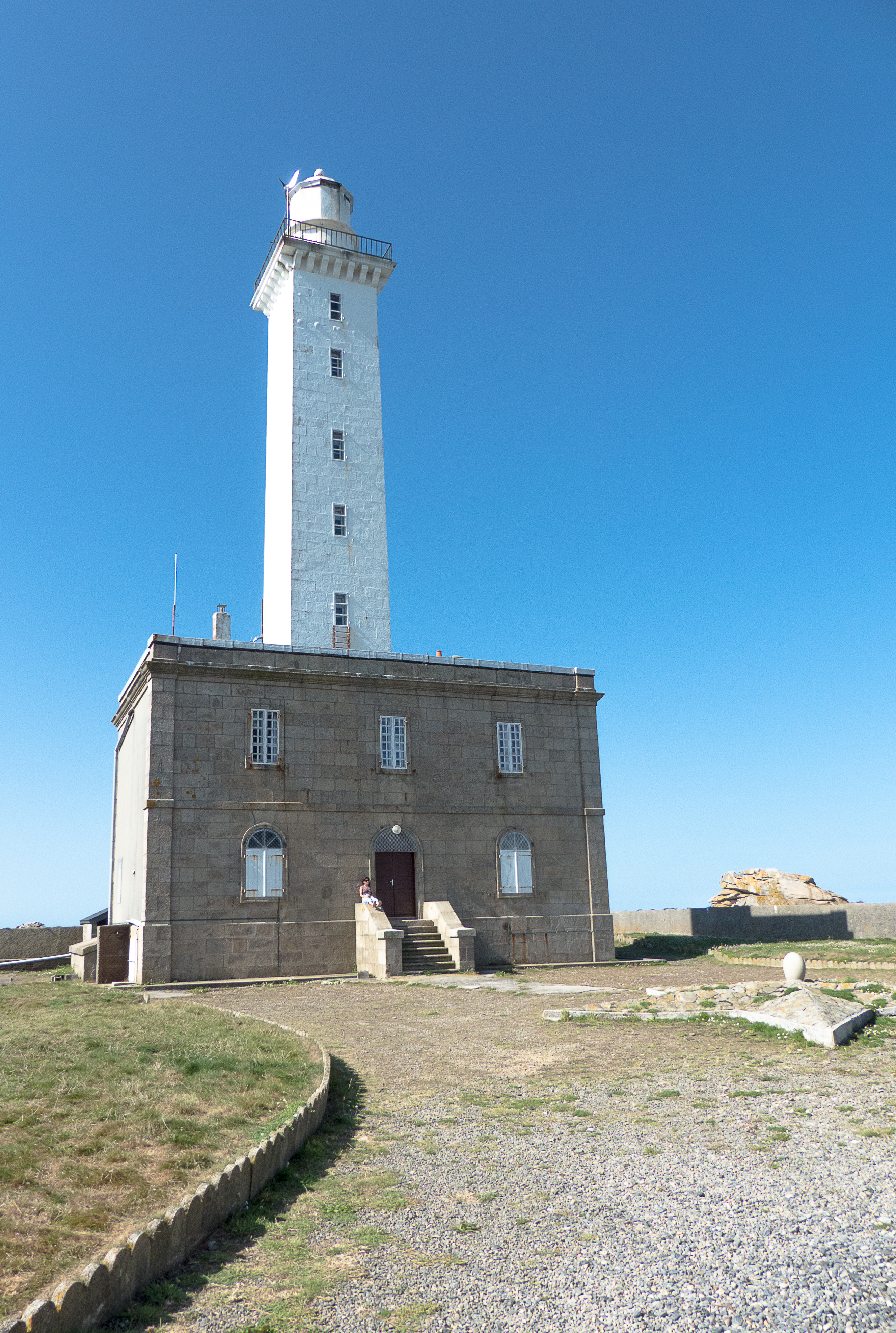
Il vecchio faro

Nel 1840 il governo francese acquistò l'isola per costruirvi un faro, la cui costruzione iniziò nel 1842 e terminò nel 1845. Alto complessivamente circa 32 metri, era costituito da una torre di granito a base quadrata che si innalzava dal centro di un edificio in pietra a due piani dove si trovava l'alloggio del guardiano.
Sulla cima della torre si trovava una terrazza e la lanterna equipaggiata con una lente di Fresnel. La luce funzionava inizialmente con olio di colza e a partire dal 1875 con oli minerali e aveva una portata di 14 miglia nautiche, che si rivelò ben presto insufficiente ad illuminare la porzione di mare circostante. Nel 1897 iniziarono così i lavori per la costruzione di un nuovo faro, decisamente più alto.
Il vecchio faro è rimasto in funzione fino al 1902, quando è stata messa in servizio la nuova struttura. La vecchia costruzione non è stata abbattuta ma l'edificio residenziale continua ad essere usato come abitazione dei guardiani. Nel 1952 sul vecchio faro è stato installato un corno da nebbia, mentre la lanterna è stata svuotata e oscurata. La torre è oggi classificata come punto notevole.

## Il faro del 1902

### Storia

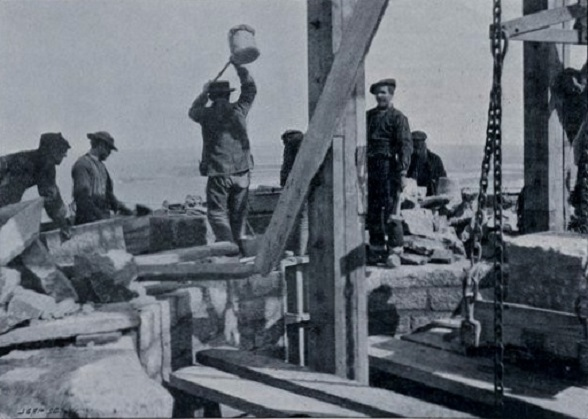
Un momento della costruzione del faro

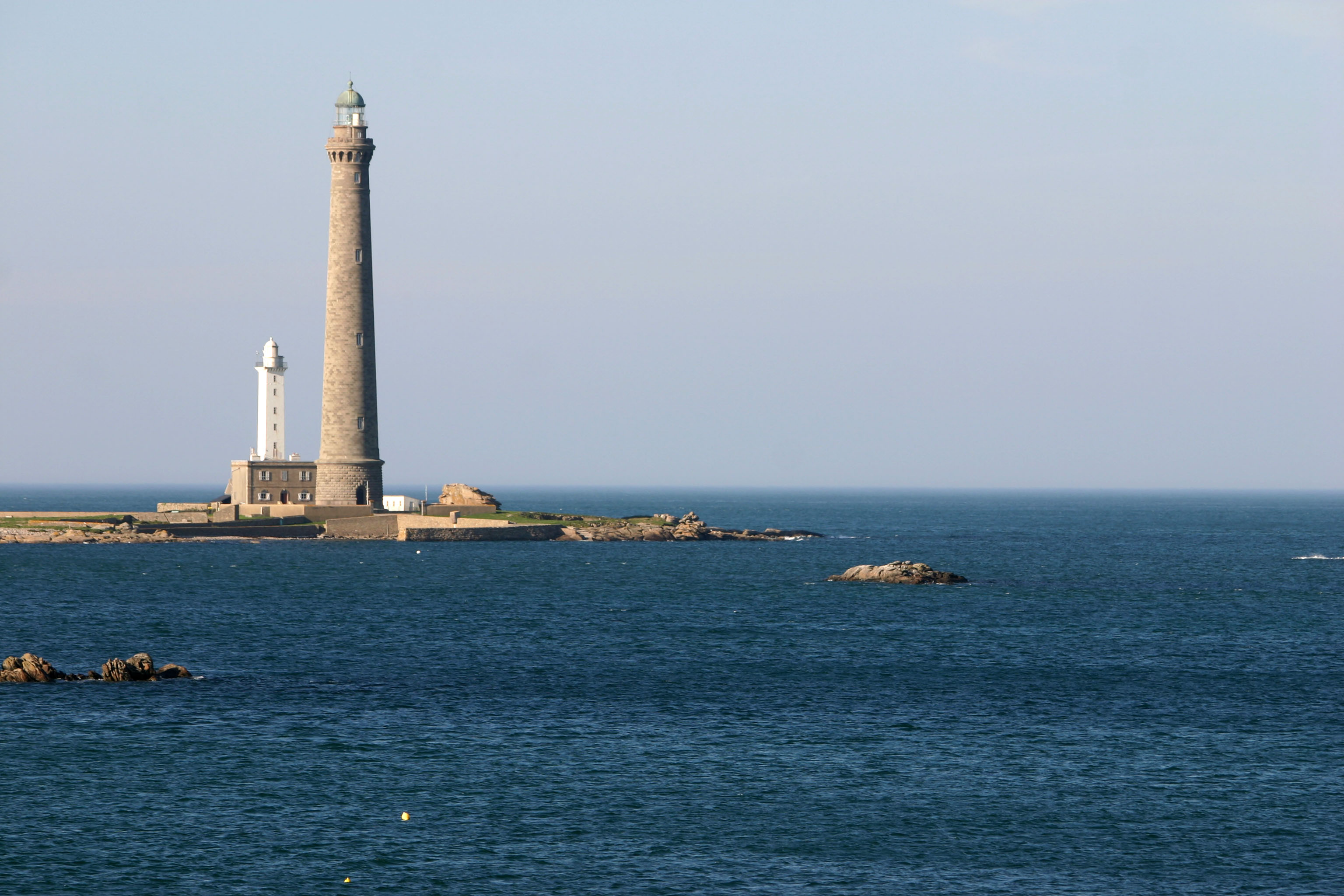
Il vecchio e il nuovo faro

Già negli anni '80 del XIX secolo si iniziò a pensare di costruire un nuovo faro sull'isola. Affinché la sua luce potesse essere vista da una distanza sufficiente, la nuova struttura avrebbe dovuto avere una elevazione di almeno 75 metri, e dal momento che Île Vierge è praticamente al livello del mare ciò significava che la torre avrebbe dovuto avere quell'altezza, diventando uno dei più alti del mondo.
Nel 1896 gli ingegneri Gaston Pigeaud e Armand Considère presentarono il progetto alla commissione dei fari: la torre, costruita in pietra kersantite avrebbe dovuto avere esternamente forma troncoconica, mentre l'interno cavo sarebbe stato un cilindro di 5 metri di diametro alle cui pareti era appesa la scala per salire.
 
Tale progetto venne giudicato troppo austero, così Armand Considère lo perfezionò aggiungendo un basamento decorato a bugnato e una cornice di archi al di sotto della terrazza in cima alla torre. Il nuovo progetto venne approvato e il 24 aprile 1897 iniziarono i lavori, affidati all'imprenditore Gustave Corre.
Il critico letterario Charles Le Goffic in un articolo sul settimanale Le Monde illustré, descrisse il cantiere spiegando che nel 1899 vi lavoravano 7 muratori e 18 manovali. I muratori provenivano da Cap Sizun, località della Cornovaglia francese famosa per l'abilità dei lavoratori, e vivevano in capanni con annessa mensa costruiti sull'isola. I manovali invece erano quasi tutti pescatori disoccupati provenienti da Plouguerneau, si portavano dietro il pranzo e alla sera tornavano a dormire sulla terraferma.
La costruzione del faro terminò nel 1902 e il 1 marzo fu messa in funzione la lanterna. Nel 1956 venne installata una nuova ottica a quattro pannelli e nel 1959 il faro venne elettrificato.

Nel 1967 furono installate due turbine eoliche, rimosse però nel 1994. A partire dal 29 ottobre 2010 il faro è stato completamente automatizzato ed è controllato a distanza dal faro di Créac'h.

### Descrizione

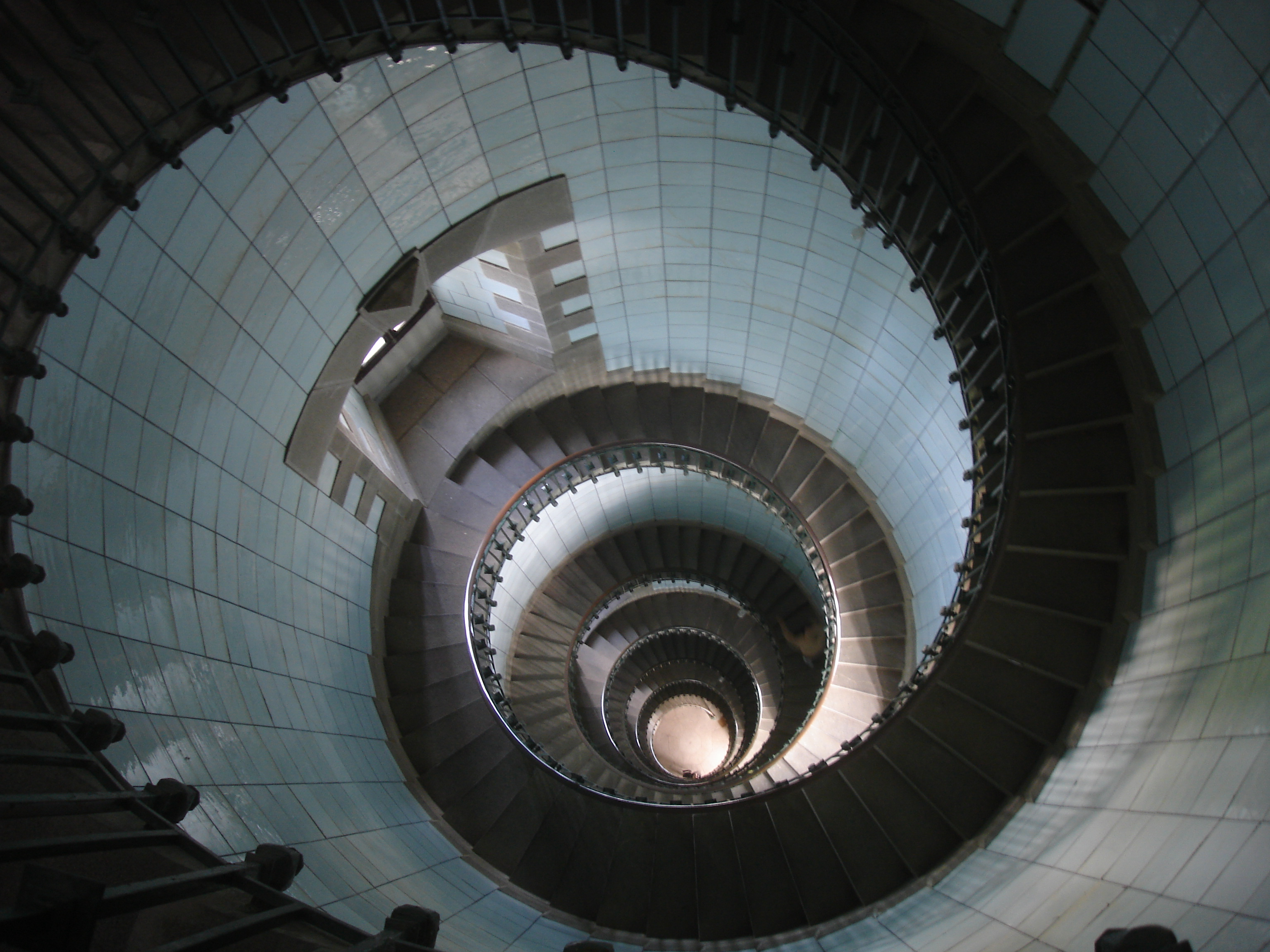
L'interno del faro

Il faro è alto 82,50 metri e questo lo rende il faro più alto d'Europa, superando i 77 metri della Lanterna di Genova che deteneva il record fino al 1902, e il più alto del mondo tra quelli costruiti in pietra.
La torre di forma troncoconica, interamente costruita in pietra kersantite, è formata da un basamento di 12,5 metri decorato a bugnato e una parte centrale liscia di 50,10 metri sulla quale si aprono quattro serie di finestre. In cima alla parte centrale si trova una corona di archetti decorativi, al di sopra della quale vi sono la terrazza e la lanterna con l'ottica.
L'interno della struttura è un cilindro cavo di 5 metri di diametro, le cui pareti sono rivestite da 12.500 lastre di vetro opalino provenienti dalle fucine Saint-Gobain. Alle pareti del cilindro sono appesi i gradini della scala che permette l'accesso alla cima. In tutto vi sono 397 scalini: 5 gradini di granito per accedere alla porta di ingresso, 360 scalini lungo le pareti interne e 32 scalini in ferro per salire dalla terrazza fino al locale dove si trova l'ottica.
La lanterna è costituita da una lampada alogena da 650 w e da un'ottica a quattro pannelli di tipo lente di Fresnel con una lunghezza focale di 0,50 metri. Viene emesso un flash bianco ogni 5 secondi, con una portata di 27 miglia nautiche (circa 50 chilometri).